# Harjumaa
Harjumaa (estisk: Harju maakond, dansk Harrien) er et af Estlands 15 amter (estisk: maakond) og er beliggende i den nordlige del af landet lige op mod Den Finske Bugt. Over 46% (2017) af Estlands samlede befolkning er bosat i Harju, hvis hovedstad er Tallinn (også landets hovedstad).
Den politiske ledelse af amtet har siden 2006 haft Värner Lootsmann som amtsborgmester.
Amtet er siden den landsomfattende administrative reform efter kommunalvalgene søndag den 15. oktober 2017 i Estland underinddelt i 4 bykommuner og 12 landkommuner. Antallet af kommuner i Estland blev reduceret fra 213 til 79 i reformen gennem en sammenlægning af 185 kommuner til 51 og 28 kommuner, der ikke blev sammenlagt. Tallinn blev ikke sammenlagt med andre kommuner.